# Lloyd Jones (Schriftsteller)

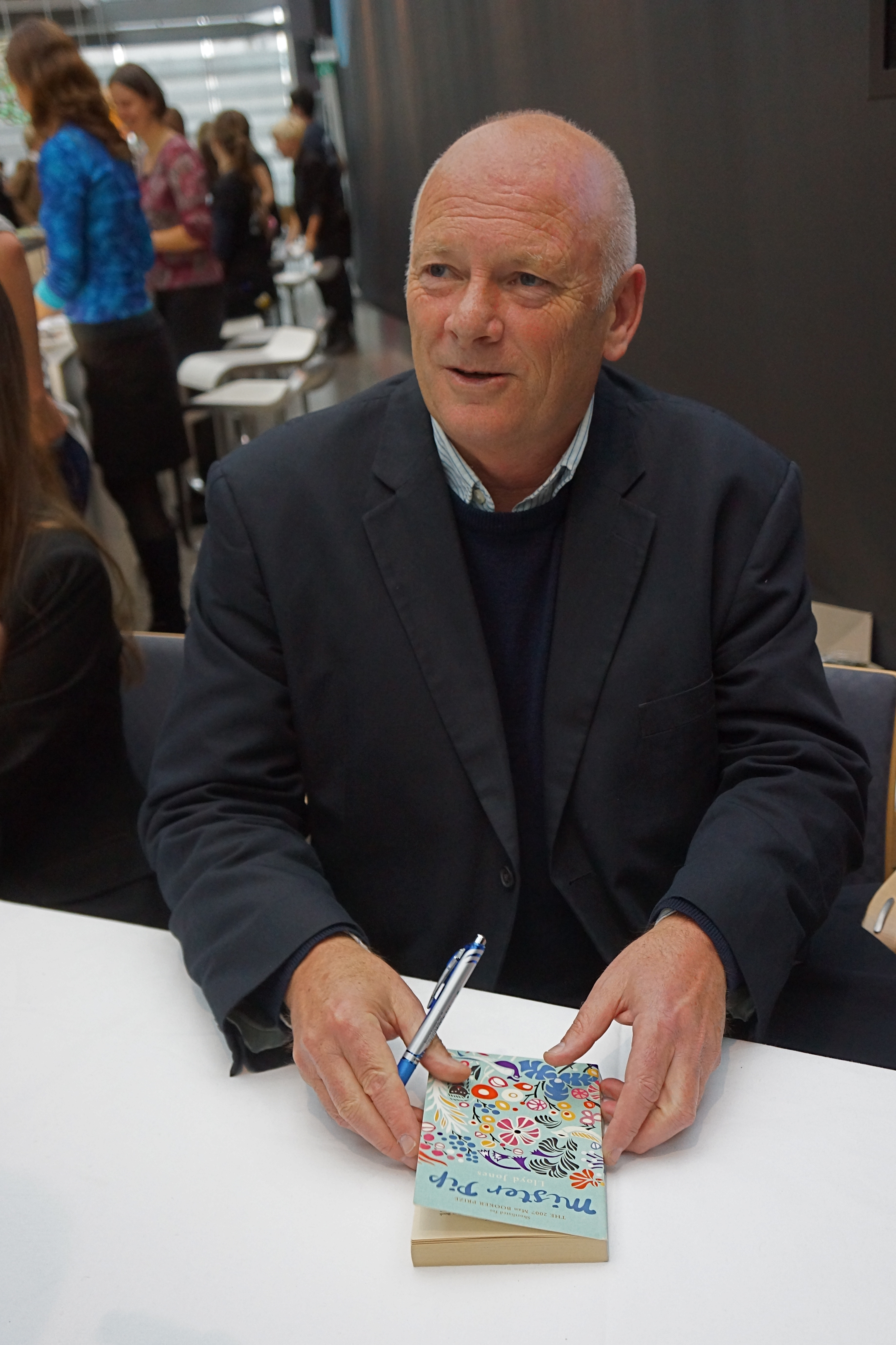
Lloyd Jones 2012 in Frankfurt

Lloyd Jones (* 23. März 1955 in Lower Hutt nahe Wellington) ist ein neuseeländischer Schriftsteller. Er gilt als herausragender zeitgenössischer Romancier des Landes, ist aber auch als Essayist, Herausgeber und Autor von Kinderbüchern in Erscheinung getreten.

## Leben und Schaffen
Nach einem Studium der Politikwissenschaften an der Victoria University of Wellington arbeitete Jones als Journalist. Als Korrespondent und Reporter bereiste er Asien, Europa und die USA.
Als 30-Jähriger veröffentlichte er 1985 seinen ersten Roman,  Gilmore’s Dairy (Gilmores Milchladen). Es ist eine schwarzhumorige Schilderung der Konflikte eines jungen Mannes mit den Traditionen in einem neuseeländischen Dorf. Der drei Jahre später erschienene Band mit Kurzgeschichten Swimming to Australia widmete sich ausgiebig den „Absurditäten des Alltags“ in seinem Heimatland. Die Frucht einer Reise nach Albanien im Jahr 1991 war die romanhafte Reiseerzählung Der Mann, der Enver Hodscha war, die im englischsprachigen Original 1993 erschien und schon ein Jahr später in deutscher Übersetzung. Sie handelt von einem Double des gestürzten Diktators Enver Hoxha, der sich durch seine staatstragende Rolle seiner eigenen Lebensgeschichte beraubt findet. Obwohl es weitgehend auf Recherchen vor Ort beruht, ist das Buch keine Reiseliteratur, sondern ein veritabler Roman.
Den Fallstricken von Ehrgeiz und plötzlicher Prominenz spürt der im Jahr 2000 veröffentlichte Roman The Book of Fame nach. Im Zentrum der Handlung steht die triumphale Siegesserie der neuseeländischen Rugby-Nationalmannschaft „All Blacks“ durch Europa im Jahr 1905. Wiederum ein völlig anderes Lebensumfeld untersucht der folgende Roman Here at the End of the World We Learn to Dance aus dem Jahr 2002. Im Mittelpunkt steht eine verheimlichte Liebesgeschichte, die im Milieu der Tanzbegeisterten des argentinischen Tangos spielt.
Der 2006 erschienene Roman Mister Pip brachte ihm mehrere international renommierte Literaturpreise ein. Dazu zählen der „Commonwealth Writers’ Prize“ und der „Kiriyama-Preis“. Aus der Perspektive einer 13-jährigen Schülerin wird von dem der Umstände wegen zum Lehrer gewordenen Mr. Watts erzählt, der seinen jungen Zuhörern die stärkende, subversive Kraft von Literatur vermittelt, indem er ihnen Große Erwartungen von Charles Dickens vorliest. Der Roman spielt vor dem Hintergrund des Bürgerkriegs in Papua-Neuguinea in den 1990ern, den Lloyd Jones vor Ort selbst als Journalist miterlebte.
Ab August 2007 war Jones über ein Arbeitsstipendium des Programms Creative New Zealand Berlin Writers’ Residency für ein Jahr zu Gast in Berlin.
Jones wurde vielfach ausgezeichnet, u. a. mit dem „Tasmania Pacific Fiction Prize“ und der „Deutz Medal for Fiction“. „Mister Pip“ stand auf der Shortlist zum Man Booker Prize 2007.
Lloyd Jones ist der jüngere Bruder des Immobilien-Tycoons Bob Jones.

## Werke (Auswahl)
- Mister Pip, Penguin Books, Auckland, London 2006
  - deutsch: Mister Pip, Rowohlt, Reinbek bei Hamburg 2008 ISBN 978-3-499-25296-9
- Paint your Wife, Penguin, Auckland, London 2004
- Here at the End of the World We Learn to Dance. Penguin, Auckland, London 2002
  - Hier, am Ende der Welt, lernen wir tanzen. Roman. Aus dem Englischen von Grete Osterwald. Rowohlt, Reinbek, 2014
- The Book of Fame. Penguin, Auckland, London, 2000 (Gewinner der Deutz Medal for Fiction bei den Montana New Zealand Book Awards 2001)
- Choo Woo. Victoria University Press, Wellington 1998
- This house has three walls. Victoria University Press, Wellington 1997
- Biografi: An Albanian Quest. Victoria University Press, Wellington 1993 (deutsch: Der Mann, der Enver Hodscha war. Hanser, München, Wien 1994)
- Swimming to Australia. Victoria University Press, Wellington 1991
- Splinter. Hodder and Stoughton, Auckland, London 1988
- Gilmore's Dairy. Hodder and Stoughton, Auckland, London 1985
- Hand me down world. Text Publishing, Melbourne 2010
- Die Frau im Blauen Mantel. Rowohlt Verlag GmbH, Reinbek bei Hamburg 2012 ISBN 978-3-498-03238-8

Kinderbücher
- Everything You Need to Know About the World by Simon Eliot. Four Winds Press, Cincinnati 2004
- Napoleon and the Chicken Farmer. Mallinson Rendel, Wellington 2003

Herausgeber
- Into the field of play. Tandem Press, Auckland 1992

## Auszeichnungen (Auswahl)
- Katherine Mansfield Memorial Fellowship 1989
- Deutz Medal for Fiction 2001
- Commonwealth Writers’ Prize 2007
- Kiriyama-Preis 2008
- Prime Minister’s Awards for Literary Achievement 2008
- Tasmania Pacific Fiction Prize